# تپه کنه هر
تپه کنه هر مربوط به دوره نوسنگی - عصر مفرغ - دوره اشکانیان است و در شهرستان دالاهو، بخش مرکزی، دهستان بیونیج، روستای کنه هر واقع شده و این اثر در تاریخ ۲۷ اسفند ۱۳۸۶ با شمارهٔ ثبت ۲۲۴۶۳ به‌عنوان یکی از آثار ملی ایران به ثبت رسیده است.